# Gerald Hertneck
Gerald Hertneck est un joueur d'échecs allemand né le 14 septembre 1963 à Munich. Grand maître international depuis 1991, il a remporté avec son club, le Bayern de Munich, la coupe d'Europe des clubs d'échecs en 1991-1992 et, avec l'équipe d'Allemagne, la Mitropa Cup en 1990.
Au 1er août 2018, il est le 53e joueur allemand avec un classement Elo de 2 487 points.

## Compétitions par équipe
Hertneck a représenté l'Allemagne lors de nombreuses compétitions par équipe :
- le Championnat du monde d'échecs par équipes de 1985 ;
- la coupe des pays nordiques en 1985 et 1989 ;
- la coupe Mitropa de 1990, remportant la médaille d'or par équipe et la médaille d'or individuelle au premier échiquier ;
- deux olympiades d'échecs (en 1992 et 1994) ;
- deux championnats d'Europe par équipe (en 1992 et 2001), remportant la médaille de bronze par équipe en 2001.

Lors de la Coupe d'Europe des clubs d'échecs de 1991-1992, Hertneck marqua 7 points sur 9 (5 victoires et quatre parties nulles) soit une performance Elo de 2 663 points, le meilleur résultat des joueurs de son équipe.